# Roux
|  | Per a altres significats, vegeu «Gaspard Le Roux». |

Un roux és la mescla de farina i greix que es fa servir per lligar moltes de les salses bàsiques: beixamel, salsa espanyola, salsa velouté i altres preparacions.
El greix pot ser mantega, algun oli vegetal o llard, i la farina acostuma a ser de blat, però es pot utilitzar qualsevol feculant: farina de blat de moro, d'espelta, d'arròs... L'elaboració depèn de l'aplicació final del roux, es deixa bullir el greix i quan és ben calent s'afegeix a poc a poc la farina evitant fer grumolls, És una salsa base per fer-ne d'altres i fins i tot sopes o cremes. En tots els tipus es fa servir matèria grassa i farina en parts iguals. Primer es fon la mantega clarificada o l'oli, i després es posa la farina. Segons el temps de cocció i la temperatura, es pot obtenir tres tipus de colors i de gusts diferents:
- Roux blanc que es fa servir per lligar salses blanques com la beixamel.
- Roux ros que es fa servir en salses clares com la salsa velouté.
- Roux fosc, de color torrat, es fa servir per lligar salses fosques com la demi glacé.